# 막돼먹은 영애씨 5
《막돼먹은 영애씨 5》는 tvN에서 2009년 3월 6일부터 2009년 7월 17일까지 방영했으며, 《막돼먹은 영애씨》 시리즈 중 다섯 번째 드라마다.

## 소개
남자보다 직장사수가 더 급한 영애의 고군분투기

## 등장 인물

### 영애네 가족
- 김현숙 : 이영애 역 - 그린기획 계약직 디자이너
- 송민형 : 이귀현 역 - 아버지
- 김정하 : 김정아 역 - 어머니
- 정다혜 : 이영채 역 - 동생(중도 하차)
- 고세원 : 김혁규 역 - 이영채의 남편
- 김현정 : 이영민 역 - 동생, 영화감독 지망생
- 이용주 : 이용주 역 - 김혁규의 친구, 취업준비생(중도 합류)

### 그린기획
- 김예령 : 김예령 역 - 이사
- 유형관 : 유형관 역 - 팀장
- 윤서현 : 윤서현 역 - 영업과장
- 정지순 : 정지순 역 - 계약직 영업사원
- 이해영 : 장동건 역 - 디자인과장
- 임서연 : 변지원 역 - 계약직 경리
- 최원준 : 최원준 역 - 디자이너
- 손성윤 : 손성윤 역 - 그린기획 인턴(중도 합류)

### 그 외
- 김혜지 : 김은실 역 - 윤서현의 전처
- 강수연
- 김치국
- 이원용

## 회차별 부제
| 2009년 | 2009년   | 2009년                             |
| 회차   | 방송일자 | 부제                               |
| ------ | -------- | ---------------------------------- |
| 제1회  | 3월 6일  | 너나 싸인 하세요                   |
| 제2회  | 3월 13일 | 너나 교통정리 하세요               |
| 제3회  | 3월 20일 | 너나 월차 내세요                   |
| 제4회  | 3월 27일 | 너나 닭쳐! 드세요                  |
| 제5회  | 4월 3일  | 장동건 족구하라그래!               |
| 제6회  | 4월 10일 | 돈(豚)에게 돈 없다                 |
| 제7회  | 4월 17일 | 사랑엔 A/S가 필요 없다             |
| 제8회  | 4월 24일 | 일도, 사랑도, 봄날도 간다          |
| 제9회  | 5월 1일  | 너무 부끄러워 지지지지~            |
| 제10회 | 5월 8일  | 기다리다 지쳐, 미쳐, 족쳐          |
| 제11회 | 5월 15일 | 러브 우웩츄얼리                    |
| 제12회 | 5월 22일 | 음주운전, 첫키스... 누드사진       |
| 제13회 | 5월 29일 | 영애의 주말은 당신의 평일보다 길다 |
| 제14회 | 6월 5일  | 서른둘, 잔치는 질렸다              |
| 제15회 | 6월 12일 | 엄마를 부축해                      |
| 제16회 | 6월 19일 | 나도 언니가 있었으면 좋겠다        |
| 제17회 | 6월 26일 | 질투는 나의 힘...을 빠지게 한다    |
| 제18회 | 7월 3일  | 아!비,정전                         |
| 제19회 | 7월 10일 | 초복, 초~ 복(福) 터진 영애         |
| 제20회 | 7월 17일 | 세 번째 이별, 다섯 번째 안녕..     |